# Pseudamnicola hydrobiopsis
Pseudamnicola hydrobiopsis is een slakkensoort uit de familie van de Hydrobiidae. De wetenschappelijke naam van de soort is voor het eerst geldig gepubliceerd in 1999 door Boeters.